# Miljenko Solarić
Miljenko Solarić (Podgorica, 15. rujna 1934.) hrvatski je geodet.
Godine 1958. diplomirao je na Arhitektonsko-građevinsko-geodetskom fakultetu, gdje je 1975. i doktorirao. Godine 1960. postao je asistent na Geodetskom fakultetu u Zagrebu, a 1987. redoviti profesor. U periodu 1987. – 1991. bio je i dekan. Jedan od onih koji je satelitsku geodeziju uveo u nastavni program fakulteta.

## Nagrade i priznanja
- Nagrada za znanstveni rad "Fran Bošnjaković"